# Craigavon
Craigavon (irl. Creag Abhann) – miasto w Irlandii Północnej w hrabstwie Armagh powstałe w latach 60. XX wieku jako jedno z nowych miast. Nazwa miasta pochodzi od Jamesa Craiga (1871-1940) – pierwszego premiera Irlandii Północnej. Craigavon położone jest niedaleko jeziora Lough Neagh.

## Współpraca
- LaGrange, Stany Zjednoczone
- Ballina, Irlandia